# ドロテーア・エルクスレーベン
ドロテーア・クリスティアーネ・エルクスレーベン（ドイツ語：Dorothea Christiane Erxleben、1715年11月13日 – 1762年6月13日）は、ドイツの医師である。
ドイツで最初の女性医師であり、世界で初めて医療免許を持った女性医師である。

## 生涯・経歴
1715年11月13日にプロイセン王国クヴェードリンブルクに生まれ、幼い頃から父親に医学の指導を受けていた。
当時、女性が医学を勉強するという考えは衝撃的であり、女性は法律で公職に就くことを禁じられていたため、医学を実践することも医学の学位を取得することもできなかった。イタリアの科学者であるラウラ・バッシが大学教授に任命されたことをきっかけに、1742年に、女性が大学に通うことを許可されるべきであると主張する小冊子を出版した。
フリードリヒ2世の特免によって研究することを認められたが、クヴェトリンブルクの3人の医師は、彼女を偽医療で訴えた。ハレ大学の学長は、医学の実践は公職に就くことと同じではないと判断し、エルクスレーベンに試験を受けることを許可した。彼女は試験を受け、1754年6月12日に医学博士を取得し、ドイツで医学博士を取得した最初の女性となった。彼女はさらに、女性が勉強することを妨げる家事や子育てなどの障害を分析し、貧しい人々を対象に医学を行った。

## 家族
エルクスレーベンには弟のクリスティアン・ポリカープ・レポリンがいて、弟と共に父親のクリスティアン・ポリカープ・レポリンに基礎科学、ラテン語、医学を学んだ。父親はクヴェトリンブルクの医師であった。
エルクスレーベンの子供には博物学者のヨハン・クリスティアン・ポリカープ・エルクスレーベンがある。

## 小冊子
エルクスレーベンは、敬虔主義に関連したゲオルク・エルンスト・シュタールの医学理論を研究していた。これに影響され、女性が従属的な立場に置かれた神学的および哲学的な基礎に違和感を感じるようになった。男女からの批判を予測し、小冊子では男性と女性の読者両性に話しかけ、男性読者に話しかけるときは謙虚な言葉を遣った。エルクスレーベンは特に、女性が教育を受けない言い訳を強く批判した。一部の女性が肉体的に厳しい家事に専念していて、自分自身を教育する時間がほとんどないことは認識したが、教育を受ける意欲がないことを批判した。

## 記念
2015年11月13日に、Googleはエルクスレーベンの生誕300周年をGoogle Doodleで記念した。

## 文献
Erxleben, D.『Gründliche Untersuchung der Ursachen, die das weibliche Geschlecht vom Studiren abhalten』（1742年）